# Zhao Lirong
Zhao Lirong (赵丽蓉) (née le 11 mars 1928 à Tianjin et morte le 17 juillet 2000 à Pékin) est une actrice chinoise.

## Biographie
Zhao Lirong est apparue dans plus de 10 films entre 1945 et 2000. Elle a remporté le prix de la meilleure actrice au Festival international du film de Tokyo pour film The Spring Festival.

## Filmographie sélective
- Third Sister Yang Goes to Court (1981)
- Monkey King 西游记 (1986) (TV) Reine de l'État Chechi
- Dream of the Red Mansion Part 3 红楼梦第三部 (1988) Granny Liu
- The Spring Festival 过年 (1991) Mère
- Erxiao's Mother/Filial Son and Filial Piety 孝子贤孙伺候着 (1993) Mère

## Prix et nominations
Coq d'or
- 1992 Nommée : Meilleure actrice pour The Spring Festival

Phénix d'or
- 1993 Gagné : Meilleure actrice pour The Spring Festival

Prix des cent fleurs
- 1992 Gagné : Meilleure actrice pour The Spring Festival

Festival international du film de Tokyo
- 1991 Gagné : Meilleure actrice pour The Spring Festival